# Polyzonus
Polyzonus es un género de escarabajos longicornios.

## Especies
- Polyzonus auroviridis Gressitt, 1942
- Polyzonus balachowskii  Gressitt & Rondon, 1970
- Polyzonus barclayi  Skale, 2018
- Polyzonus bentanachsi  Vives, 2009
- Polyzonus bhumiboli  Skale, 2018
- Polyzonus bizonatus  White, 1853
- Polyzonus brevipes  Gahan, 1906
- Polyzonus cambodgensis  Skale, 2020
- Polyzonus celinae  Skale, 2018
- Polyzonus christiani  Skale, 2020
- Polyzonus coeruleus  (Gressitt & Rondon, 1970)
- Polyzonus copei  (Vives, Bentanachs & Chew, 2009)
- Polyzonus cuprarius  Fairmaire, 1887
- Polyzonus deliensis  (Bentanachs, 2011)
- Polyzonus dembickyi  Skale, 2020
- Polyzonus democraticus  Lameere, 1890
- Polyzonus dohertyi  Jordan, 1894
- Polyzonus drumonti  Bentanachs, 2011
- Polyzonus fasciatus  (Fabricius, 1781)
- Polyzonus flavocinctus  Gahan, 1894
- Polyzonus flavovirens  (Gressitt & Rondon, 1970)
- Polyzonus fucosahenus  Gressitt & Rondon, 1970
- Polyzonus geiseri  Skale, 2018
- Polyzonus gerstmeieri  Skale, 2019
- Polyzonus haraldi  Skale, 2020
- Polyzonus hartmanni  Skale, 2018
- Polyzonus hefferni  Vives, Bentanachs & Chew, 2008
- Polyzonus hongthaiphami  Skale, 2020
- Polyzonus inae  Skale, 2018
- Polyzonus jaechi  Skale, 2018
- Polyzonus jaegeri  Skale, 2018
- Polyzonus jakli  (Bentanachs & Drouin, 2013)
- Polyzonus latefasciatus  Hüdepohl, 1998
- Polyzonus laurae  Fairmaire, 1887
- Polyzonus luteonotatus  (Pic, 1928)
- Polyzonus nitidicollis  Pic, 1932
- Polyzonus obtusus  Bates, 1879
- Polyzonus pakxensis  Gressitt & Rondon, 1970
- Polyzonus prasinus  (White, 1853)
- Polyzonus roberti  Skale, 2020
- Polyzonus russoi  (Tippmann, 1955)
- Polyzonus saigonensis  Bates, 1879
- Polyzonus schawalleri  Skale, 2018
- Polyzonus schmidti  Schwarzer, 1926
- Polyzonus siamensis  (Podaný, 1974)
- Polyzonus similis  Podaný, 1980
- Polyzonus sinensis  (Hope, 1843)
- Polyzonus subtruncatus  (Bates, 1879)
- Polyzonus tetraspilotus  (Hope, 1835)
- Polyzonus tichyi  Skale, 2018
- Polyzonus tonkinensis  Vives & Pham, 2017
- Polyzonus trocolii  Bentanachs, 2012
- Polyzonus violaceus  Plavilstshikov, 1933
- Polyzonus weigeli Skale, 2019